# Natzwiller
Natzwiller (en Al. Natzweiler), es una comuna y localidad de Francia del departamento del Bajo Rin (Bas-Rhin), en la región de Alsacia.
En su término se encuentra el museo del campo de concentración de Struthof-Natzweiler y el Centro Europeo del Resistente Deportado.